# San Giacomo (Rezzato)
San Giacomo è una località del comune di Rezzato, in provincia di Brescia. Essa si trova a sud del paese, vicino al confine con Castenedolo.
Prende il nome dalla chiesetta intitolata a san Giacomo. Questa si trova nell'area agricola del comune, al centro di un importante complesso edilizio articolato attorno a quattro corti: una padronale, una dedicata all'ospizio di assistenza ai viandanti e due a destinazione agricola.

## Storia
L'Ospedale detto di San Giacomo in Castenedolo, detto anche di Buffalora, situato sulla strada fra Rezzato e Castenedolo verso Buffalora viene eretto nel 1102 e fa parte dei possedimenti del monastero di sant'Eufemia della fonte. La chiesa fu consacrata nel 1121 dal vescovo di Brescia, Villano, e dal vescovo di Verona, Bernardo. 
L'indulgenza e la scomunica (per coloro che avrebbero osato profanare il luogo) furono più volte riconfermate da diverse bolle nel corso dei secoli: nel 1132 da papa Innocenzo XII e successivamente da papa Alessandro III nel 1170, dove ne confermano anche i beni.
Nel corso del Medioevo la zona dell'ospedale e della chiesa era diventata anche luogo di riferimento per i contadini dei campi circostanti.
Nei primi anni del XIV secolo l'abate del monastero di sant'Eufemia della fonte, Inverardo Confalonieri, fa ricostruire l'ospedale presente. 

### Età Moderna
Nel corso del Quattrocento la corruzione degli ambienti ecclesiastici colpì gravemente anche l'ospedale di San Giacomo; a questo si aggiunsero guerre, carestie ed epidemie. Papa Eugenio IV nella sua bolla dell 1444 al monastero di sant'Eufemia intima ai monaci il recupero dei beni dell'ospedale di San Giacomo che erano stati usurpati da privati.
Nel Cinquecento, con la realizzazione della nuova strada per Mantova, l'ospedale cessò di esistere e si trasformò in una semplice fattoria.
La chiesetta venne ristrutturata però nel 1542, in seguito ad un risveglio della vita religiosa.

### Dal secondo dopoguerra
È molto probabile che la data del 25 luglio, che nel Medioevo era la data più importante della tradizione intorno alla chiesetta, abbia determinato la data del 26 luglio con la quale si definisce sant'Anna patrona dell'intero paese di Rezzato, che ogni anno è ricordata con la storica processione (si noti infatti che nessuna chiesa sul territorio è intitolata alla santa e quindi non c'è un vero motivo per definire sant'Anna patrona del paese).
La piccola chiesa è stata per tutto il Novecento il punto di incontro della popolazione che a Rezzato occupava la moltitudine di cascine vicine (al tempo infatti una cascina era abitata da più di 40 famiglie).
Fino alla costruzione della chiesa di San Carlo (1967), qui si celebrava la messa tutte le domeniche e si svolgeva anche l'attività catechistica per tutti i bambini che abitavano la parte sud di Rezzato.
Oggi la chiesa è pressoché dimenticata. Ogni anno la tradizione si ripete con la celebrazione della messa il giorno del 25 luglio (ricorrenza di san Giacomo) per ricordare la consacrazione della chiesa che per molti anni è stata simbolo della cristianità rezzatese.
Dal 1797 la zona della cascina è di proprietà dell'ospedale civile di Brescia.

## Chiesa di San Giacomo
Costruita tra il 1102 e il 1122 in completo stile romanico, è stata ristrutturata nel 1542 e riaffrescata interamente tra il 1589 e il 1601 da Pier Maria Bagnadore, conosciuto come Il Bagnatore.
La chiesa, secondo l'Anelli, è l'unico complesso freschivo ad opera del Bagnatore.

## Eventi
- 25 luglio: san Giacomo, annuale ed unica celebrazione della messa nella chiesetta.